# لون نول
لون نول (خمر: លន់ នល់؛ ۱۳ نوامبر ۱۹۱۳ – ۱۷ نوامبر ۱۹۸۵ (۷۲ سال)) یک سیاست‌مدار اهل کامبوج بود.